# Grande Prêmio da Catalunha de 2019 (MotoGP)
O Grande Prêmio da MotoGP da Catalunha de 2019 ocorreu em 16 de junho.

## Resultados

### Classificação MotoGP
| Pos | Piloto           | Equipe                      | Moto    | Tempo     | Pontos |
| --- | ---------------- | --------------------------- | ------- | --------- | ------ |
| 1   | Marc Marquez     | Repsol Honda Team           | Honda   | 40'31.175 | 25     |
| 2   | Fabio Quartararo | Petronas Yamaha SRT         | Yamaha  | +2.660    | 20     |
| 3   | Danilo Petrucci  | Mission Winnow Ducati       | Ducati  | +4.537    | 16     |
| 4   | Alex Rins        | Team SUZUKI ECSTAR          | Suzuki  | +6.602    | 13     |
| 5   | Jack Miller      | Pramac Racing               | Ducati  | +6.870    | 11     |
| 6   | Joan Mir         | Team SUZUKI ECSTAR          | Suzuki  | +7.040    | 10     |
| 7   | Pol Espargaro    | Red Bull KTM Factory Racing | KTM     | +16.144   | 9      |
| 8   | Takaaki Nakagami | LCR Honda IDEMITSU          | Honda   | +17.969   | 8      |
| 9   | Tito Rabat       | Reale Avintia Racing        | Ducati  | +22.661   | 7      |
| 10  | Johann Zarco     | Red Bull KTM Factory Racing | KTM     | +26.228   | 6      |
| 11  | Andrea Iannone   | Aprilia Racing Team Gresini | Aprilia | +32.036   | 5      |
| 12  | Miguel Oliveira  | Red Bull KTM Tech 3         | KTM     | +44.666   | 4      |
| 13  | Sylvain Guintoli | Team SUZUKI ECSTAR          | Suzuki  | +51.363   | 3      |

### Classificação Moto2
| Pos | Piloto             | Equipe                       | Moto      | Tempo     | Pontos |
| --- | ------------------ | ---------------------------- | --------- | --------- | ------ |
| 1   | Alex Marquez       | EG 0,0 Marc VDS              | Kalex     | 38'25.678 | 25     |
| 2   | Thomas Luthi       | Dynavolt Intact GP           | Kalex     | +1.989    | 20     |
| 3   | Jorge Navarro      | HDR Heidrun Speed Up         | Speed Up  | +2.532    | 16     |
| 4   | Augusto Fernandez  | FLEXBOX HP 40                | Kalex     | +3.802    | 13     |
| 5   | Enea Bastianini    | Italtrans Racing Team        | Kalex     | +7.472    | 11     |
| 6   | Luca Marini        | SKY Racing Team VR46         | Kalex     | +13.996   | 10     |
| 7   | Marcel Schrotter   | Dynavolt Intact GP           | Kalex     | +14.565   | 9      |
| 8   | Xavi Vierge        | EG 0,0 Marc VDS              | Kalex     | +14.953   | 8      |
| 9   | Sam Lowes          | Federal Oil Gresini Moto2    | Kalex     | +15.898   | 7      |
| 10  | Tetsuta Nagashima  | ONEXOX TKKR SAG Team         | Kalex     | +17.947   | 6      |
| 11  | Brad Binder        | Red Bull KTM Ajo             | KTM       | +20.891   | 5      |
| 12  | Andrea Locatelli   | Italtrans Racing Team        | Kalex     | +20.930   | 4      |
| 13  | Nicolo Bulega      | SKY Racing Team VR46         | Kalex     | +22.352   | 3      |
| 14  | Simone Corsi       | Tasca Racing Scuderia Moto2  | Kalex     | +25.192   | 2      |
| 15  | Jorge Martin       | Red Bull KTM Ajo             | KTM       | +27.132   | 1      |
| 16  | Dominique Aegerter | MV Agusta Idealavoro Forward | MV Agusta | +30.395   | 0      |
| 17  | Somkiat Chantra    | IDEMITSU Honda Team Asia     | Kalex     | +32.230   | 0      |
| 18  | Bo Bendsneyder     | NTS RW Racing GP             | NTS       | +33.315   | 0      |
| 19  | Jonas Folger       | Petronas Sprinta Racing      | Kalex     | +39.441   | 0      |
| 20  | Joe Roberts        | American Racing KTM          | KTM       | +42.600   | 0      |
| 21  | Dimas Ekky Pratama | IDEMITSU Honda Team Asia     | Kalex     | +44.461   | 0      |
| 22  | Steven Odendaal    | NTS RW Racing GP             | NTS       | +47.623   | 0      |
| 23  | Marco Bezzecchi    | Red Bull KTM Tech 3          | KTM       | +54.911   | 0      |
| 24  | Lukas Tulovic      | Kiefer Racing                | KTM       | +59.776   | 0      |
| 25  | Xavi Cardelus      | Sama Qatar Angel Nieto Team  | KTM       | +1'22.064 | 0      |

### Classificação Moto3
| Pos | Piloto            | Equipe                      | Moto  | Tempo     | Pontos |
| --- | ----------------- | --------------------------- | ----- | --------- | ------ |
| 1   | Marcos Ramirez    | Leopard Racing              | Honda | 38'36.156 | 25     |
| 2   | Aron Canet        | Sterilgarda Max Racing Team | KTM   | +0.119    | 20     |
| 3   | Celestino Vietti  | SKY Racing Team VR46        | KTM   | +0.146    | 16     |
| 4   | Alonso Lopez      | Estrella Galicia 0,0        | Honda | +0.235    | 13     |
| 5   | Dennis Foggia     | SKY Racing Team VR46        | KTM   | +0.947    | 11     |
| 6   | Ai Ogura          | Honda Team Asia             | Honda | +1.008    | 10     |
| 7   | Romano Fenati     | VNE Snipers                 | Honda | +1.068    | 9      |
| 8   | Ayumu Sasaki      | Petronas Sprinta Racing     | Honda | +1.358    | 8      |
| 9   | Ryusei Yamanaka   | Estrella Galicia 0,0        | Honda | +1.984    | 7      |
| 10  | Jakub Kornfeil    | Redox PruestelGP            | KTM   | +2.472    | 6      |
| 11  | Niccolò Antonelli | SIC58 Squadra Corse         | Honda | +2.729    | 5      |
| 12  | Carlos Tatay      | Fundacion Andreas Perez 77  | KTM   | +2.980    | 4      |
| 13  | John Mcphee       | Petronas Sprinta Racing     | Honda | +3.264    | 3      |
| 14  | Tom Booth-amos    | CIP Green Power             | KTM   | +11.120   | 2      |
| 15  | Darryn Binder     | CIP Green Power             | KTM   | +18.467   | 1      |
| 16  | Kazuki Masaki     | BOE Skull Rider Mugen Race  | KTM   | +21.845   | 0      |
| 17  | Riccardo Rossi    | Kömmerling Gresini Moto3    | Honda | +39.997   | 0      |
| 18  | Vicente Perez     | Reale Avintia Arizona 77    | KTM   | +54.306   | 0      |
| 19  | Tatsuki Suzuki    | SIC58 Squadra Corse         | Honda | +1'00.726 | 0      |